# Залізняк бульбистий
Залізняк бульбистий (Phlomoides tuberosa) — вид рослин родини глухокропивові.

## Будова
Багаторічна трав'яниста рослина висотою 40—150 см. Коріння довге, має кореневі потовщення. Стебло прямостояче, просте або гіллясте, голе, фіолетово-пурпурове. Нижні листки довгочерешкові, трикутно-серцеподібні; середні — на більш коротких черешках, яйцеподібно-ланцетні з серцеподібною основою; верхні — майже сидячі, ланцетні, гостро пальчасті. Все листя зверху темно-зелене, голе, з нижнього боку світле і запушене. Суцвіття довге, в густих мутовках по 10–16 квіток. Приквітки лінійно-шилоподібні, з довгими щетинистими волосками. Віночок завдовжки 15—20 мм, рожевий або ліловий, запушений зовні світлими волосками; верхня губа його по краю війчаста, нижня з бічними лопатями. Плід — горішок з волосками на верхівці. Цвіте в травні — серпні. Плоди дозрівають в липні-серпні.

## Поширення та середовище існування
Росте в Євразії від Китаю до Європи. Зростає в заплавних пісках та чагарниковій хащі, на схилах балок та в степових низинах, на узліссях.

## Практичне використання
В їжу придатні варені та смажені кореневі бульби. У Калмикії бульби готували про запас як картоплю. Іноді висушували, перетирали в ступках на крупу й борошно невисокої якості. Крупу з бульб і зараз заготовляють чабани для приготування молочної каші. До калмицького чаю окрім листя чаю, пахучого перцю, лаврового листя, солі, молока, коров'ячого масла, обов'язково додають борошно з бульб залізняка. На Кавказі також вживають бульби вареними та печеними, з борошна печуть млинці, коржі, оладки.

## Галерея

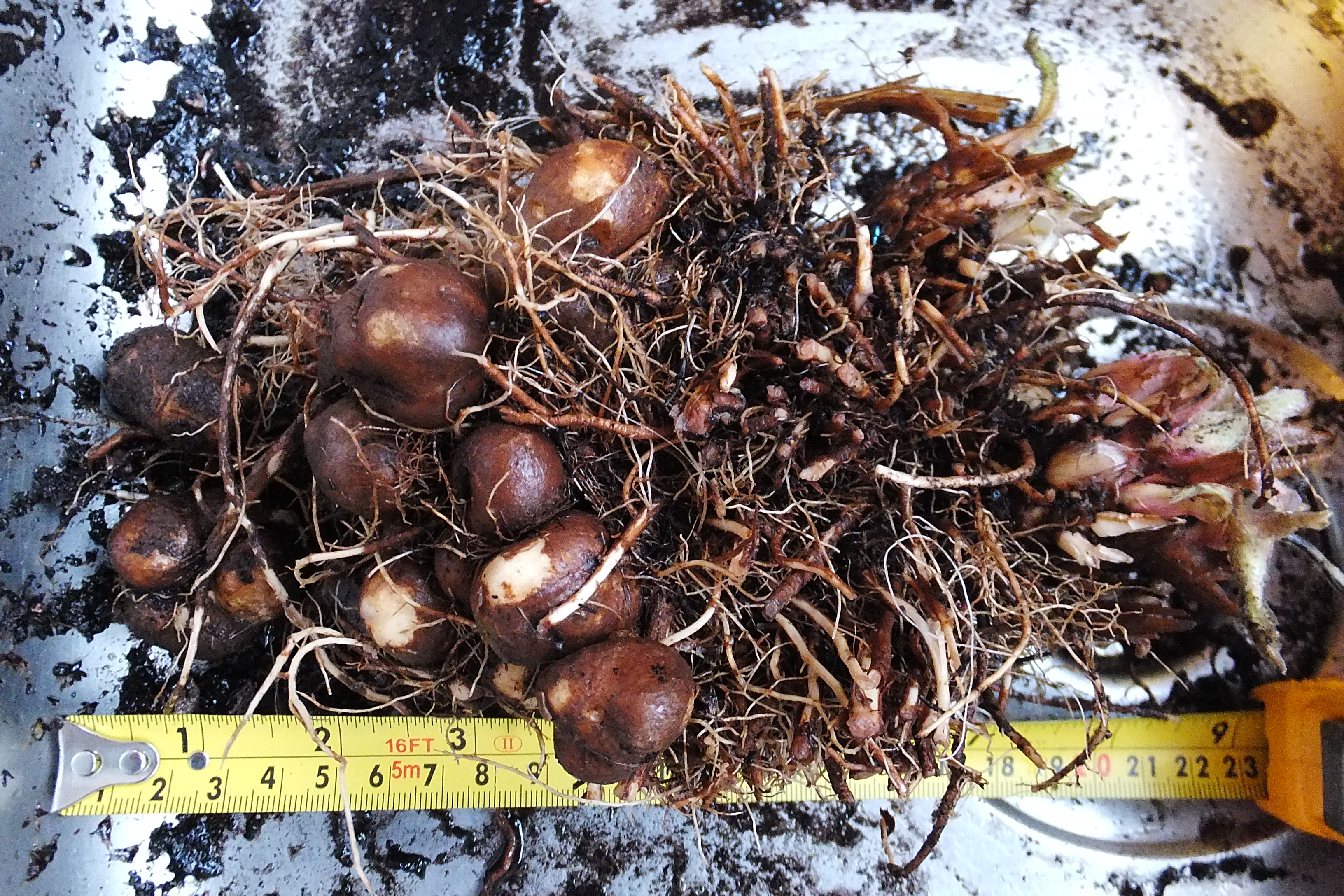
Бульби
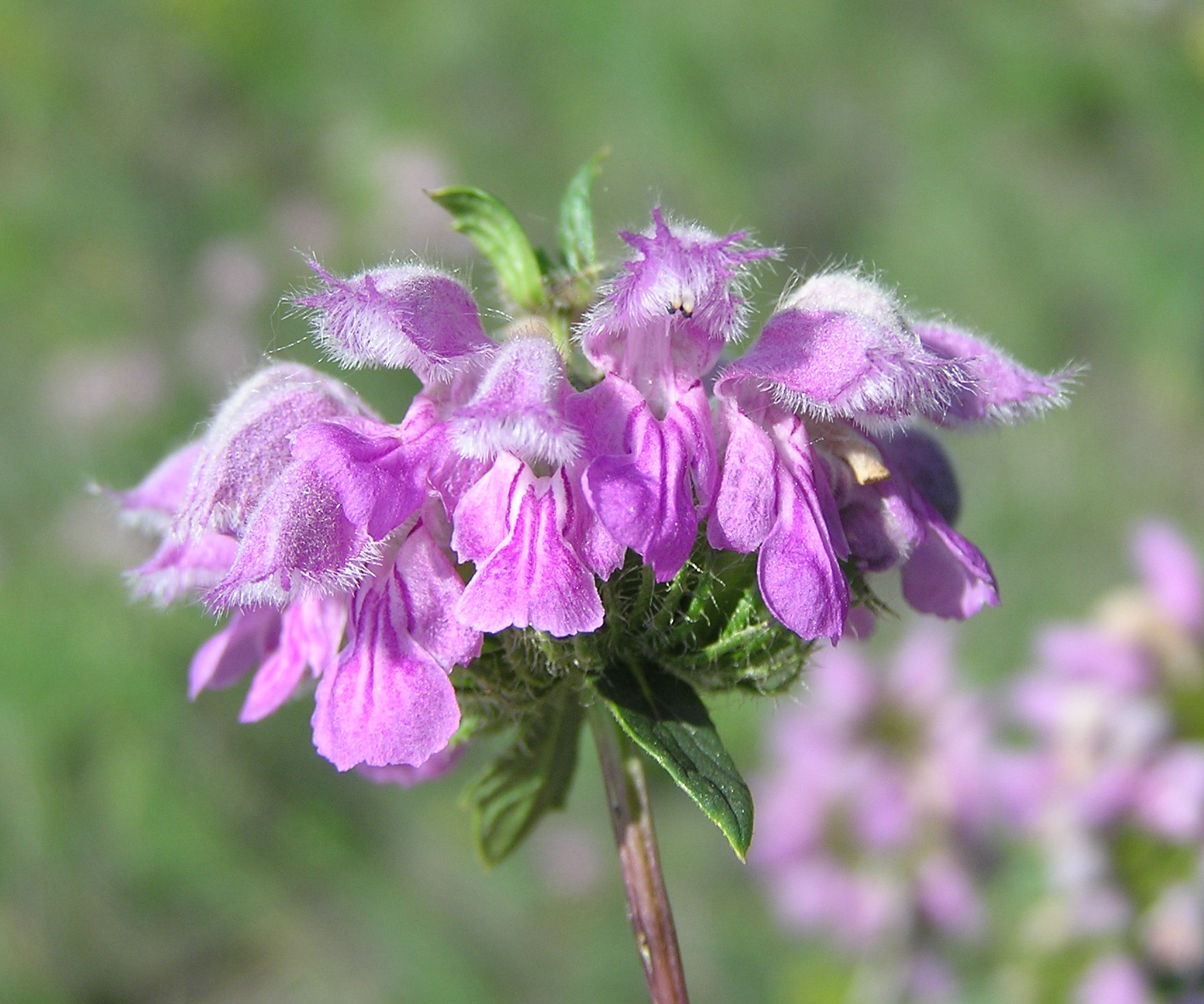
Квіти
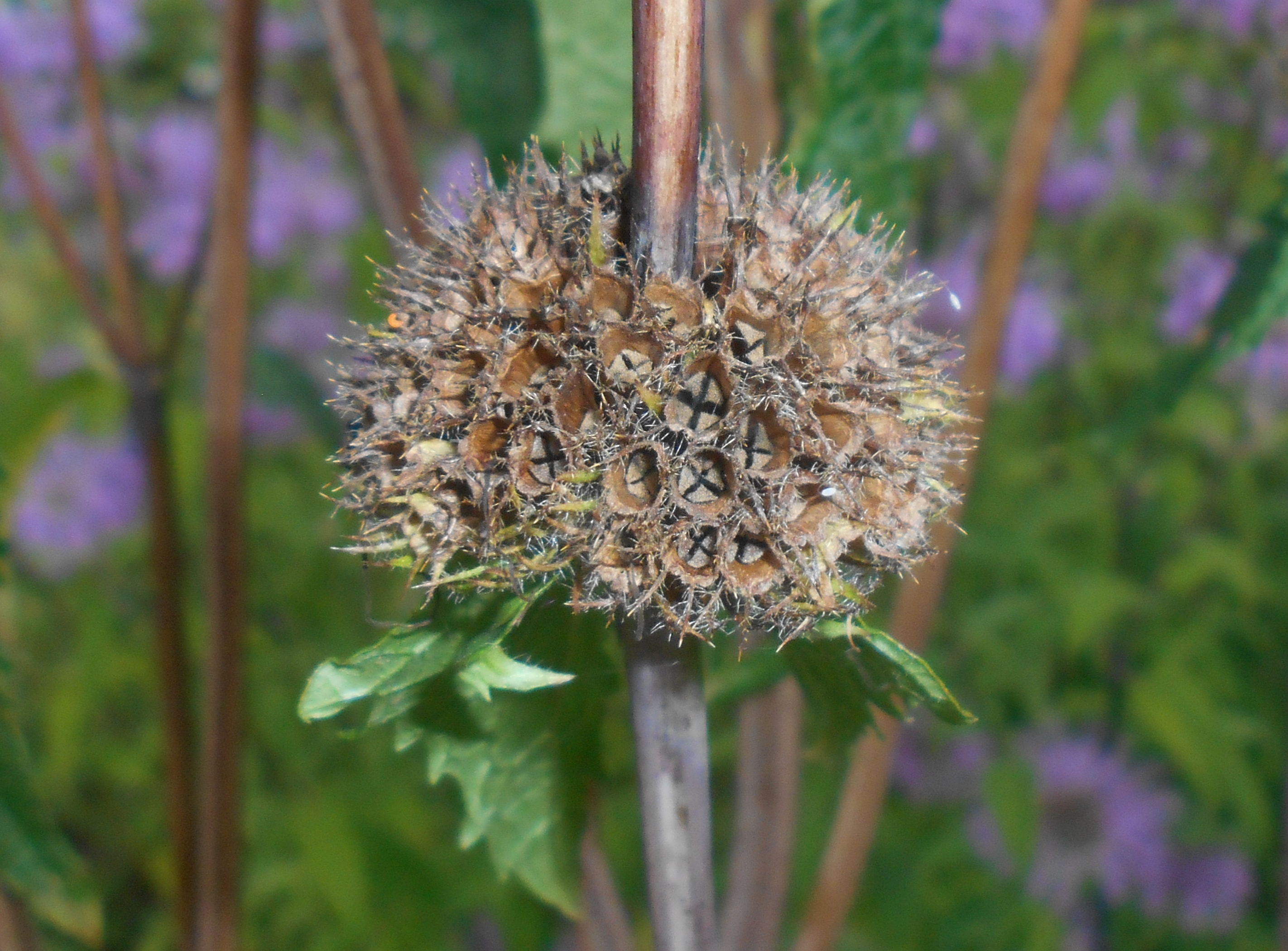
Плоди
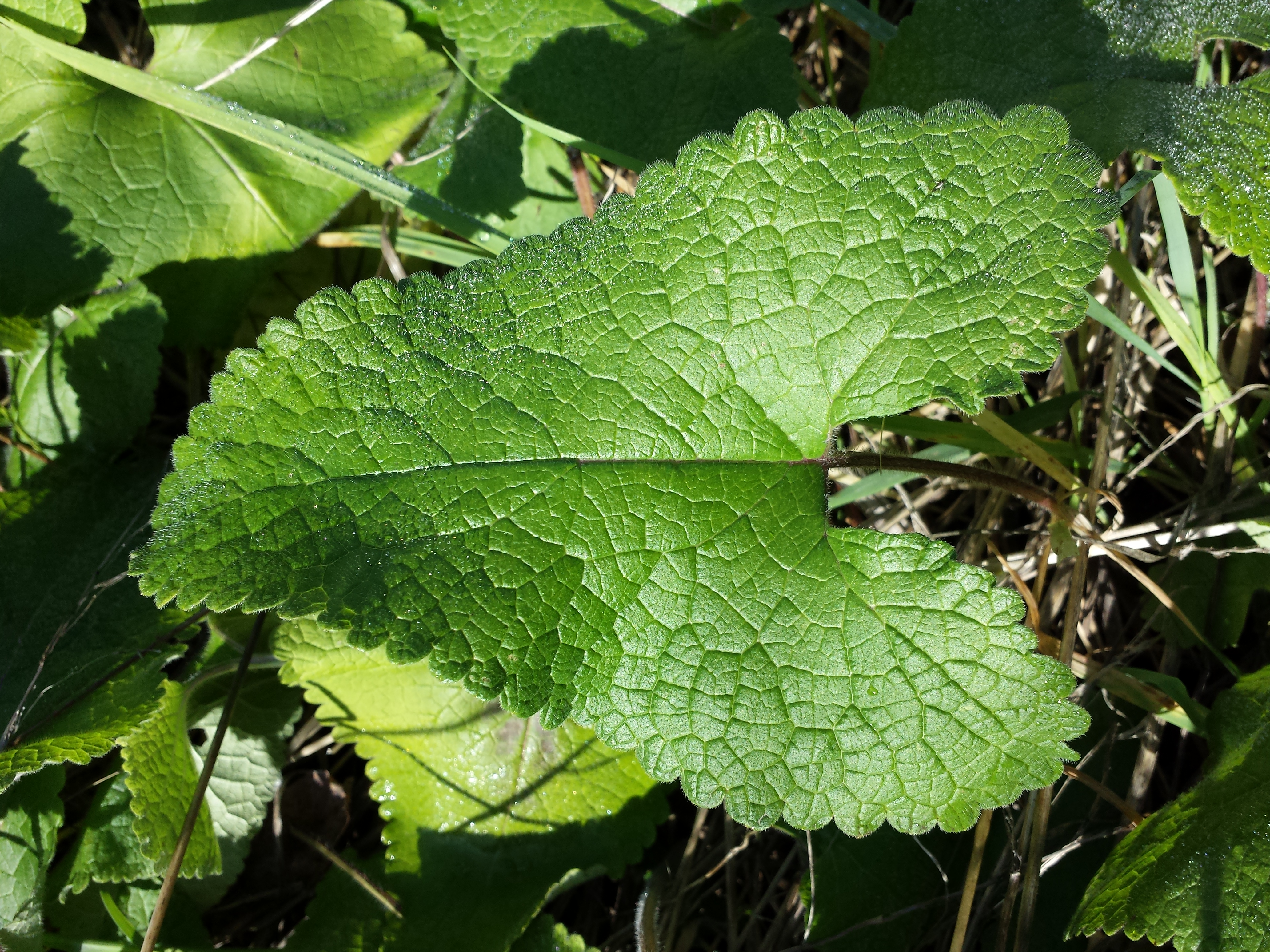
Листя